# Лайнгсбург

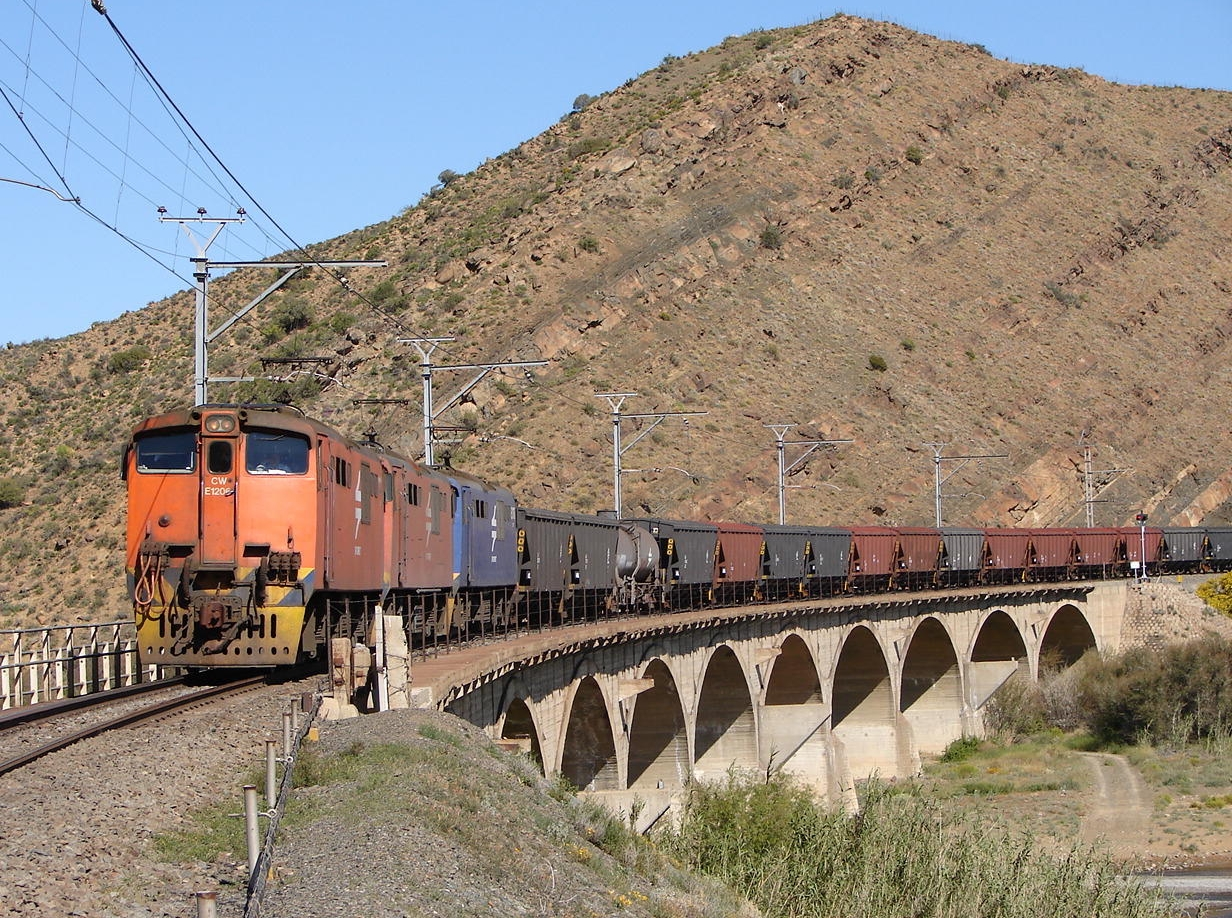
Поезд приближается к Лайнгсбургу через мост над рекой Buffels River

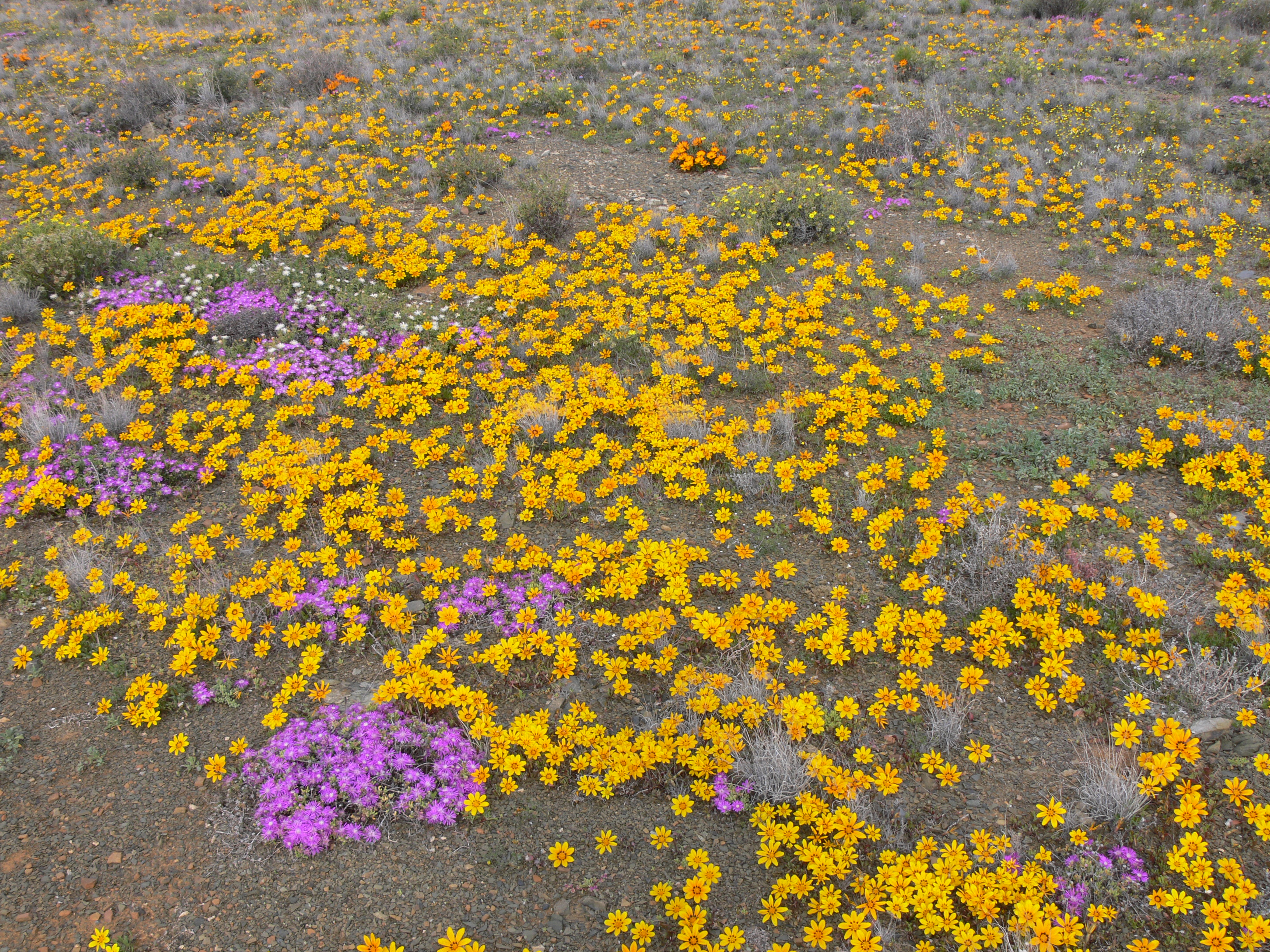
Цветущая пустыня Карру близ Лайнгсбурга.

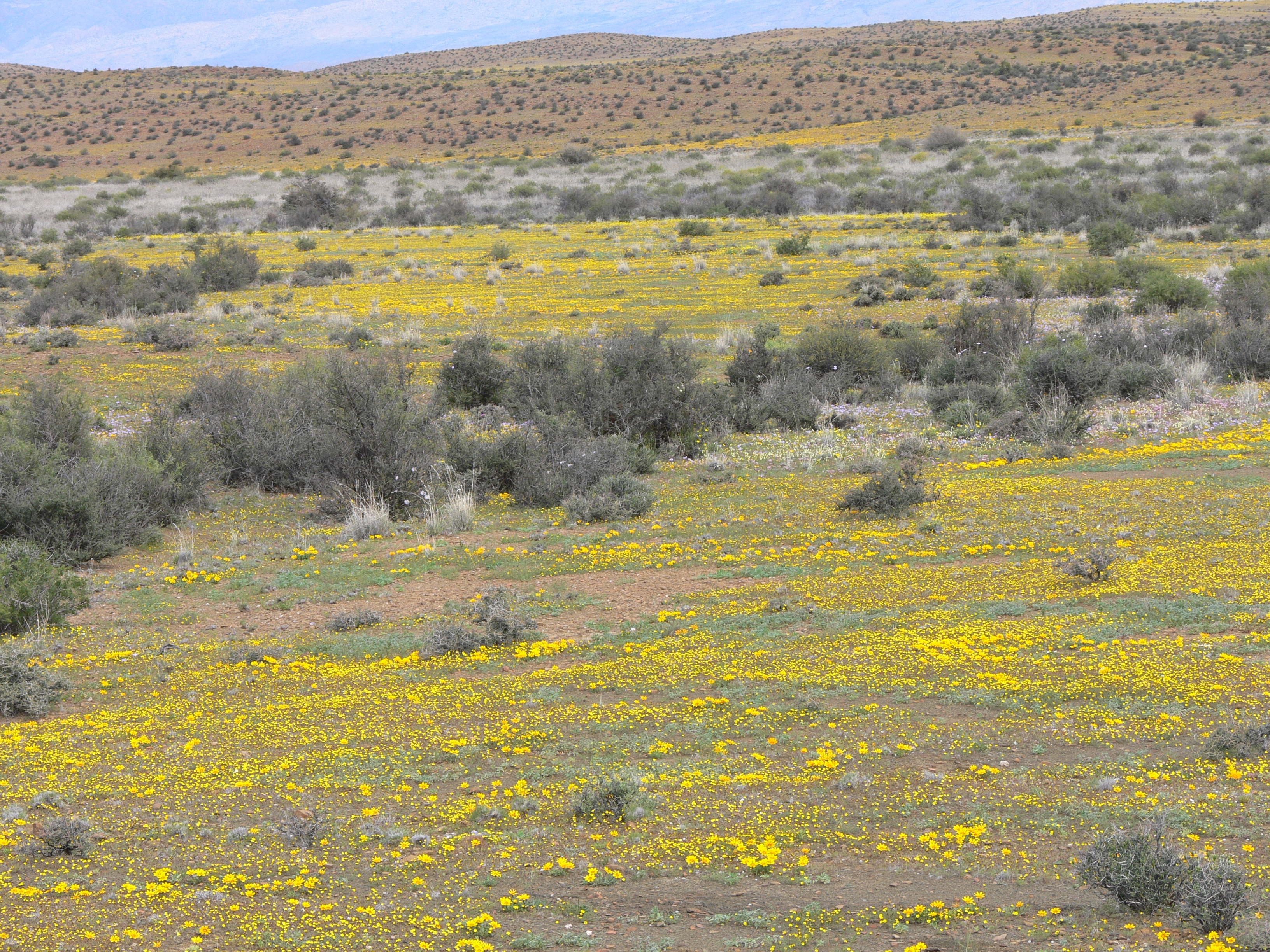
Цветущая пустыня Карру близ Лайнгсбурга

Лайнгсбург, африк. Laingsburg — городок, расположенный в южноафриканской Западной Капской провинции.

## История
Изначально на месте города находилась ферма под названием «Рыболовный пруд на реке Баффало» (африк. Vischkuil-aan-de-Buffelsrivier).
В 1870-е гг. правительство Джона Молтено предприняло масштабное расширение железных дорог Капской колонии. Планируемая трасса пролегала мимо фермы. С целью развития данной территории ферму приобрёл новый собственник, Стефанус Грефф. Железнодорожная линия была завершена в 1878, а на ферме была построена небольшая станция под названием «Буйволова река», африк. Buffelsrivier.
После того, как доступ в местность облегчился благодаря железной дороге, городок стал бурно развиваться. Изначально он назывался Нассау (чтобы отличить станцию от другой, тоже называвшейся Буйволова река, близ Ист-Лондона). В конце концов станцию назвали Лайнгсбург в честь Джона Лэйнга, en:John Laing, комиссара Коронных земель в то время.
В 1881 г. был заложен посёлок, который стал муниципалитетом в 1904 г. Позднее муниципалитет поглотил соседние посёлки Бергсиг, Голднервиль и Матьесфонтейн.

## География
Город расположен у национального шоссе N1, на 33.20 южной широты, 20.85 восточной долготы.
Город расположен в пустынном регионе Карру. Основным источником воды является Буйволова река, Buffels River. Лето — исключительно жаркое и сухое, температура обычно превышает 30 °C. Зимы могут быть очень холодными, изредка в прилегающих регионах бывают снегопады.

## Экономика
Экономика базируется в основном на разведении коз, овец, выращивании люцерны и овощей.